# روبيرتو بيريرا
روبرتو ماكسيميليانو بيريرا (بالإسبانية: Roberto Pereyra)‏ (من مواليد 7 يناير 1991) هو لاعب كرة القدم أرجنتيني يلعب حاليا لنادي واتفورد الإنجليزي بعدما قضى موسمين في يوفنتوس دوري الدرجة الأولى الإيطالي يوفنتوس وكان معارا ليوفنتوس من نادي أودينيزي. وعلى الرغم من كونه يلعب بقدمه اليمنى، إلا أنه يلعب غالبا كجناح أيسر.

## روابط خارجية
- روبيرتو بيريرا على موقع الاتحاد الدولي (مؤرشف)  (الإنجليزية)
- روبيرتو بيريرا على موقع الاتحاد الأوربي (الإنجليزية)
- روبيرتو بيريرا على موقع قاعدة بيانات كرة القدم.إي يو (الإنجليزية)
- روبيرتو بيريرا على موقع ناشيونال فوتبول تيمز (الإنجليزية)
- روبيرتو بيريرا على موقع Soccerbase.com (لاعب) (الإنجليزية)
- روبيرتو بيريرا على موقع Soccerway.com (الإنجليزية)
- روبيرتو بيريرا على موقع عالم كرة القدم.نت (الإنجليزية)
- روبيرتو بيريرا على موقع كووورة
- روبيرتو بيريرا على موقع AS.com (الإسبانية)